# 柔術
柔術（じゅうじゅつ）は、日本の古武道を代表する徒手武術。徒手あるいは短い武器（剣術、抜刀術、槍術、捕手術、捕縄術などを包括）による攻防の技法を中心とし、相手を殺傷せずに捕らえたり護身として身を護ることを重視する。これは、他国の武術と比較して大きな特徴である。このような技法は広く研究され、流派が多数存在した。
近年ではブラジリアン柔術（Jiu-jitsu）がメディアに登場する機会が増えたため、単に「柔術」と言うと日本古武術ではなく、柔道から派生したブラジリアン柔術の系統を指す場合も多くなっている。このブラジリアン柔術の特徴によって、柔術＝ブラジリアン柔術＝寝技という適切でない認識になっていることもある。その他、国際的に柔術（Ju-jitsu）というと柔道から派生したヨーロピアン柔術とも呼ばれるJJIF柔術を指す場合も多い。

## 概要
柔術は、平安時代に発祥した日本の相撲、組討ちを母体とし、戦国時代に体系付けられたものである。戦国時代に発祥した竹内流、荒木流などは、槍、棒、薙刀等の得物を狙う術を組み込んだ。剣術は刀で甲冑は切れるものではないことを前提としているから、相手の防具のない箇所を切ったり打撃を与えて転倒させたところを仕留めるといった技法が主体となっている。そのため、剣術は剣操法だけに留まることが出来ず近接戦闘用の武術を総合したものにならざるを得なかった。幕末になると、北辰一刀流のような近代的な剣術が隆盛する一方、古式の組太刀や柔術を大切にする剣術流派も勃興するようになる。
大正時代の教本の一部には「凡そ我が柔術は支那(中国)に起りて我が国に伝わりし物である」と柔術の起源が中国にあると解説しているものもあるが、現代では異論が多い。例えば講道館の創始者嘉納治五郎（天神真楊流柔術を学び次いで起倒流柔術を修行）は「無手或は短き武器をもって、無手或は武器を持って居る敵を攻撃し、または防御するの術」である、と柔術を定義している。柔道や合気道は名称に「柔術」の語が含まれていないので、時代が進んでその名が広まるにつれて柔術のひとつであるという認識は希薄になり、独立した武道としての発展の道へ進んだ。よって、「柔術」というと明治維新以前から伝わる伝統的な古武道の柔術を指す場合が多くなった。柔術の定義については、流派が数多くあり技法の内容も多種多様であるため一概には言えない。
朝鮮語においては韓国では「柔道」を意味する言葉として「柔道」を用いるが、北朝鮮では「柔術」を用いる。

## 歴史

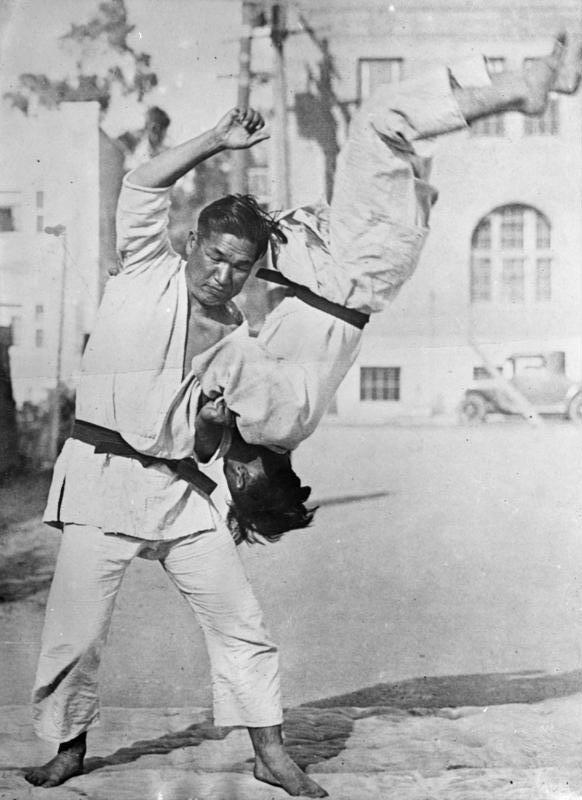
1932年

### 江戸時代以前
戦国時代から合戦のための武芸である組討や、人を捕らえるための捕手などと呼ばれた武技がすでに行われていた。
確認できる最古の流派は、天文元年（1532年）に竹内久盛が開眼し、子竹内久勝が広めた竹内流である。
柔術は江戸時代になってからの呼び名であり、
- 戦場における組討の技術（弓・鉄砲、槍、刀剣の間合いに続く格闘における技術。敵将の首を取ることも行われた）
- 相撲（武士は相撲を組討のための鍛錬方法としていた）
- 武士の小太刀、小刀（小脇差）、脇差などでの護身術（小具足など）
- 治安維持のための捕手術、捕縄術

などが柔術の源流である。

### 江戸時代初期
戦国時代が終わってこれらの技術が発展し、禅の思想や中国の思想や医学などの影響も受け、江戸時代以降に自らの技術は単なる力業ではないという意味などを込めて、柔術、柔道、和、やわらと称する流派が現れ始める（関口新心流、楊心流、起倒流（良移心当流）など）。中国文化の影響を受け拳法、白打、手搏などと称する流派も現れた。ただしこれらの流派でも読みはやわらであることも多い。また、この時期に伝承に、柳生新陰流の影響を受けて小栗流や良移心當流等のいくつかの流派が創出されている。この頃、明から渡来した文化人で、麻布国生寺に逗留していた陳元贇が起倒流を開いた福野七郎右衛門正勝や、三浦与治右衛門義辰・磯貝次郎右衛門の三人に漢土の武術を見聞きしたことを伝え、愛宕神社の境内に建立された「起倒流拳法碑」には、陳元贇が起倒流を開くきっかけとなった真開祖であると明記されており、起倒流もそれにならって拳法を伝授されたと記していたが、武道史研究家の高橋賢はこれを後世の虚構であるとしている（陳元贇#高橋賢の否定説を参照のこと）。

### 江戸時代、幕末頃
武者修行の流行とともに全国的に各流派の交流、他流試合が盛んになり、素手の乱捕用の技が作られ始めた。現在ではどのようなルールで行われていたか不明であるが、真剣勝負の場合以外は当身技は除かれたようである。また、乱捕は組討に相当するもの、組討の鍛錬になるものとも見做された。
これらの乱捕の技術が現在の柔道の乱取と試合の源流である。

### 明治時代
明治維新がおきた明治初期に多くの柔術家が藩指南役・師範等の立場を失ったため、柔術は指導されなくなったように言われているが、実際には、散髪脱刀令、後の廃刀令以降、全国的に地方の村落などでは、特に警察機構の整備が進むまでの時期は自衛、治安維持や、富国強兵による尚武の傾向が強くなり、逆に剣を用いない柔術が流行し、娯楽の一種のように受け入れられ大変広まった。
特に柔術が盛んだった地方では、一つの村落に幾つもの道場が存在し、集落の若者の大部分が入門していたことが様々な記録に残っている。この時期の奉納額が多くの寺社に残っている。
帝国尚武会より野口清（一威斎・潜龍軒）が神道六合流柔術の通信教育を行ない、日本で初めて柔術の通信教育を実施した。

#### 講道館柔道の登場
天神真楊流と起倒流を源流とする講道館柔道が創始された。講道館柔道は、警視庁でそれまでの警視流柔術に代わって採用されたこと（警視庁柔術世話掛）や、学校体育への進出により全国的に広まっていった。
講道館柔道については「明治時代に全く新しい柔道が現れて、古い柔術と対決して柔術側を打ち負かし、柔術が衰退していった」と言う形で語られることも多いが、これはやや不正確である。草創期の講道館の人間は天神真楊流などの柔術出身者が多く、柔術側からも講道館柔道は新しい柔術の一流派くらいに考えられていた。実際、講道館の道場開きには多くの柔術関係者が招かれている。また、講道館柔道が全国に広まるにつれ、柔術道場でも講道館のルールで試合を行う道場が増えていった。現在は柔道道場の中にも、遡ると柔術の道場であった所も存在する。したがって「柔術が対決で負けて衰退した」というより、柔術が柔道化していったとみなすのが適切であろう。
逆に、講道館は寝技で不遷流柔術などに何度も負けたため寝技を研究することとなったこともある。

#### 大東流の登場
明治後期に登場し当時有名となった柔術流派として武田惣角の大東流合気柔術がある。武田惣角は道場を持たず、講習会形式で各地の警察署などを廻っていた。講道館柔道には無い技法群を持っていることや武田惣角の卓越した技量が数々の武道家たちに支持され、後にいくつかの分派を生んでいる。大東流は合気道の源流のひとつである。
武田惣角は大東流中興の祖といわれるが、創始者ともいわれる。調査の結果、柔術の御式内は隣の会津藩士御供番佐藤金右衛門が教えた。合気の意味は修験道の気合術（気合・合気）を引用した。修行した真言密教・修験道の気合術を教えられる人物として、民間療法と呪術の大家・易者中川万之丞が判明した。武田惣角は大東流創始者として、故郷会津坂下町郷土学習副読本の人物紹介は全面訂正されている。

### 大正・昭和

#### 流派の衰退
柔術（古流柔術）は明治時代に柔道が普及してから衰退していったが、地方では第二次大戦前まで盛んに行われており、大正前後にはまだ多くの流派で多数の門人を抱え発展していた。柔道というと地元の柔術流儀をさす場合も多かった（埼玉県での気楽流、奥山念流、真之神道流など）。古流柔術が更に衰退した原因として、第二次大戦により多くの継承者が戦死したことや、敗戦後のGHQ指令による武術禁止の影響で稽古が行われなくなったことなどが挙げられる。

### 現代
現在でも複数の流派の伝承が存続している。柔道や空手等の現代武道だけでなく、各種スポーツ競技の普及により古流柔術が省みられなくなったり、継承者が「危険な古流の技術はもう必要ない世の中になった」とし指導を辞める例もあり、古流柔術はまた更に衰退していく一方で、徐々に復興していく流派もある。

## 世界各国への柔術の普及
明治以降、世界各国に柔術が普及した。講道館が世界各国へと普及する前に、多くの柔術家が世界各国へ渡った。神道六合流、不遷流、関口流、堤宝山流、神道揚心流など柔術流派が世界各国へ伝わった。1903年から1906年にかけて、米英仏独の兵学校や警察で護身術や体力増強のため柔術訓練が相次いで導入された。
現在、伝わった流派を元にして世界各国で独自の流派が開かれている例が多い（アメリカ合衆国・ハワイの檀山流、カジュケンボなど）。また現在そのままの名称で伝わっている例も多くあり、良移心頭流、関口流、堤宝山流、竹内流、楊心流、竹内御家流、竹内判官流、神道楊心流、双水執流などの流派が世界各国で伝承されている。
多くの流派で世界各国に支部道場が存在する。それだけではなく、現在日本で失伝したと思われる流派が、他国で存続している例も確認されている。
また講道館柔道がブラジルへ伝わり、ブラジリアン柔術となったように、海外では講道館柔道や合気道等から新しい柔術流派が生まれることもある。
アジア競技大会では2018年ジャカルタ・パレンバン大会よりヨーロピアン柔術におけるNe-Waza＝ブラジリアン柔術が正式種目として採用された。

## 現代武道の母体としての柔術
柔術から生みだされた武道として、柔道・合気道などがある。

### 柔道

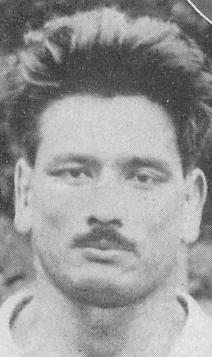
扱心流出身で5度柔道日本一になった牛島辰熊

柔道は起倒流・天神真楊流などを元に嘉納治五郎が創始した。
投げ、固めの技法から、当身技や武器術も含む技法を網羅した武道を目指したものが柔道であった（前期柔道として現代柔道と区別する者もいる）が、乱取が競技化したことにより（組み付いた状態での）投げ技と寝技の乱取稽古に特化し、当身や対武器の技術は形稽古のみで行われ後に禁じ手・反則技とされてしまい形稽古自体さえも全く行われなくなった。
さらに、柔道から寝技の勝負へより特化したのが高専柔道や七帝柔道である。七帝柔道は高専柔道ルールを踏襲して現在も大会が続いている。
この流れについては増田俊也の『木村政彦はなぜ力道山を殺さなかったのか』に詳しく書かれている。増田はこの中で「嘉納治五郎は当身を乱取りの中に取り入れたがっていた。試合では禁止でも、日常の護身術として講道館は当身を教えるべきではないのか」と主張している。松原隆一郎も『武道を生きる』の中で護身性・実戦性を失った柔道に問題提起している。
明治後期以降、大正、昭和の時代に入っても、実は特に関西以西においては講道館柔道より古流柔術が優勢にあったことは、この増田、松原以外にも井上俊ら研究者がたびたび指摘している。

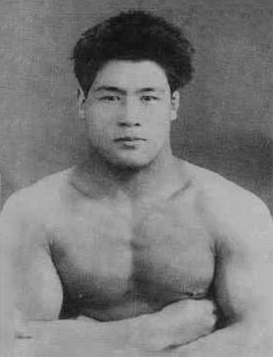
柔道史上最強の木村政彦も竹内三統流出身だった

例えば大正時代後期から昭和前期にかけて5回も講道館柔道日本一に就いている大柔道家・牛島辰熊は熊本時代にはもともと扱心流を修行しており初めて日本一に就いた時には講道館の段位を持っていなかった。
またこの牛島の弟子で講道館史上最強と言われる木村政彦は昭和12年（1937年）から昭和24年（1949年）まで全日本柔道選手権を保持しこの時代を全盛とするが、やはり熊本時代に修業したのは竹内三統流であり、講道館ではない。段位も3段までは武徳会から允許されている。
また牛島辰熊も木村政彦も高専柔道をやっていたため、実際には彼らの寝技は講道館の寝技ではなく高専柔道のものであった。
このように、講道館中心史観によって、柔術と柔道の歴史は大きく歪められて伝えられていると指摘されている。

#### 武徳会柔術形

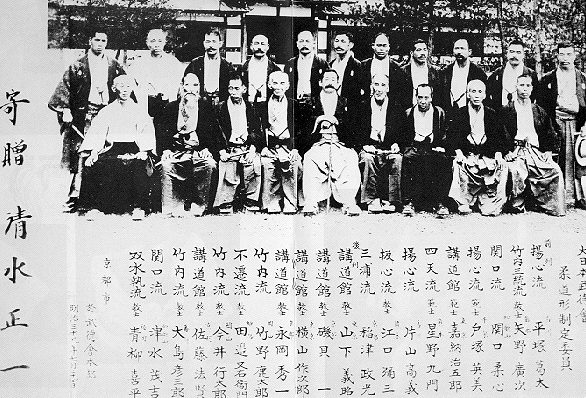
制定委員

明治39年（1906年）7月、京都の大日本武徳会本部にて、講道館の嘉納治五郎委員長と戸塚派揚心流の戸塚英美委員、四天流組討の星野九門委員、他17名の委員補（双水執流組討腰之廻第十四代青柳喜平、不遷流柔術四代田邊又右衞門など）柔術10流・師範20名で構成される「日本武徳会柔術形制定委員会」により嘉納委員長の提示した当時の講道館形を原案に検討し1週間で制定された。その内容は1908年に便利堂書店から『大日本武德會制定柔術形』として出版される。講道館柔道を含む全柔術流派を統合する形であった。講道館柔道形の投の形、固の形、極の形として残されている。

### 合気道
合気道は大東流合気柔術・天神真楊流・柳生流柔術 ・新陰流剣術などを修めた植芝盛平が、大東流合気柔術を骨子に創始した武術「武産合気（植芝流）」が一般に広く普及（植芝は普及には否定的だったともいわれるが）された現代武道である。柔道とは異なり、対武器の技法と腕に対する関節技や投げを中心とした武道である。さらに、富木謙治が合気道に起倒流の要素を加え、乱取りを導入した独自の合気道（富木流合気道とも呼ばれる）を編み出した。

### 空手・拳法の流派
幾つかの空手や拳法の流派が柔術の影響を受けて創始されている。

#### 和道流空手（柔術拳法）
流祖大塚博紀（和道流空手道開祖）は、自身が学んだ神道揚心流と為我流をもとに和道流柔術拳法を編み出した（ただし、和道流柔術拳法は日本古武道協会に柔術流派として加盟していることから、現代武道ではなく古武道である）。

#### 神道自然流空手
空手と諸流の柔術や合気道、剣術等を学んだ小西康裕が創始した空手流派として神道自然流がある。

#### 日本拳法
直接柔術と関連がないが、柔道で廃れていった当身技の稽古のために生まれたのが日本拳法である。澤山宗海は柔道をもとに（空手やボクシングも参考にした）、当身と当身から投げ技への変化の技法を専門化した武道として編み出した。

#### バーティツ
1898年から1902年にかけて、神傳不動流と講道館柔道を学んだエドワード・ウィリアム・バートン＝ライトは、さらにボクシング、ステッキ術、サバットなど西洋の武術を組み合わせた独自の護身術を「バートン流柔術（Bart+itsu）、バーティツ」と名付けイギリスで指導していた。
シャーロック・ホームズが習得している架空の武術「バリツ」はバーティツという説がある。

### 軍隊格闘技
近年のCQCを重視する各国軍隊の近接格闘術に柔術の技が採り入れられていることもある（サンボ等）。ただし、柔術に限らず伝統武術に共通する欠点である「習熟に時間がかかる割りに、現代の戦闘では役に立ちにくい非実戦的な技も多い」点により、伝統流派自体の採用ではなく、一部の技の採用や、各国で独自に近代化した柔術技法などが採用されている。

## 分類
柔術はおおむね、江戸時代までに興された徒手武術をさす。武術としての柔術には、現代柔道、合気道、ブラジリアン柔術等は含まれないが、より明確に分けるために「古流柔術」と呼ぶこともある（下に記す）。また、上記のものは柔術の流れを汲むため、広義では柔術に含まれる。またその古流柔術にもどの時代に発達した柔術かにより技術体系が違う。戦国時代特有の条件がある場合の柔術もあり、そういった柔術は自ら甲冑を着込んで、甲冑を着た相手という特殊な条件があり甲冑兵法や甲冑柔術と呼ぶ場合がある。
古流柔術
- 甲冑を着用しない柔術

おおむね江戸時代に発達した柔術である。甲冑を着込んで、甲冑を着た相手と戦うことを想定していない場合が多い。しかし例外とする流派もある。
- 甲冑兵法・甲冑柔術

概ね戦国時代までに発達した甲冑を着込んでの柔術である。戦国時代の合戦場や戦場で柔術を使うことを念頭においている。武器を用いて、または武器が無い状態(なんらかの理由で武器を紛失した状態)での柔術である。甲冑を着込まない柔術との違いは相手も甲冑を着込んでいるために突きや蹴りはあまり有効技ではないために突きや蹴りより関節技や投げ技や武器技が主体となっている。甲冑を纏うために身軽さや身体の自由自在さを維持するためにより少ない動作や少ない体力の消費で最大の効果を得る様に技が作られている。また戦場では1対多数が当たり前のために1対1の戦いでも常に周囲に気を張り、多数相手に動けるようにしておくという点にもさらに比重が置かれる。実際に甲冑を着込み練習もする。口伝や書物にだけ残っている場合もある。現存する甲冑柔術には東北に伝播した中で柳生心眼流甲冑柔術が存在する。実際に甲冑を着込んでの技の練習もしている。また起倒流では水野忠通『柔道秘録』によれば、甲冑を実際に身に着けて行なう組討の形が五つあり、相手を組み敷き短刀で首を取る形や組み敷かれた時に短刀で反撃する方法の伝承もあるとされている。
古流柔術以外の柔術
現代柔道、合気道、ブラジリアン柔術など。

## 「柔術」が意味するところの変遷
本来、「柔術」は日本における徒手武術全般の総称であるが、その流れを汲む現代柔道、合気道、ブラジルで発展したブラジリアン柔術、ヨーロッパで発展したJJIF柔術・IJJF柔術等も「柔術」に含まれる場合がある。柔道（特に現代柔道）、合気道が世に出、全国に普及して以降、これらと区別するため、日本古来の柔術を「古流柔術」という表現を用いて区別するようになった。一部では正式名称であるかのごとく、そこまではいかないが多くの人の間でも数十年以上にわたり定着している。柔術の実践者、関係者の間でも使われる。

## 組み技、組み討ち技という意の「柔術」
武術界において、「柔術」を組み技・組み討ち技の意として使うことがある。例えば新体道である。柔術が組み技、組み討ち技が主な武術・格闘技と考えている人も多い。なぜ、このような傾向になったか原因を挙げてみる。
- 柔術の流れを汲む柔道の試合に当身技がなく、幕末あたりから各地で行われた他流試合や乱捕稽古も当身技を禁じていた場合が多いこと（現代柔道では多くの形が演武用、セレモニー用となっている傾向がある）。
- 江戸時代は捕縛術としてそのような技術が中心に据えているような印象を与える流派も多く、かつそれは古流柔術全体の特徴でもある。
- ブラジリアン柔術の影響は選手が総合格闘技の試合で当身技も使うこととブラジリアン柔術競技に当身技が禁じられていること両面があり、抑止要因になったか原因になったか、どちらかは確認されていない。

しかし、柔術には嘉納治五郎が柔術を「徒手もしくは小型の武器を持つ武術」と定義したように、その程度しか共通理念はない。したがって、当身技を排除する要素はない。大半の流派で小脇差や鉄扇や十手等を使った当身技や、その他隠し武器術を伝えており、また死活（殺活、当身）の段が存在する流派も数多くあり素手での当身技法も深く修練する体系になっている。

## 主な流派
まだ挙げられていない流派も多く存在する。
- 浅山一伝流
  - 兼相流
    - 松道流体術[11]

  - 淺山一傳流体術
  - 浅山一伝古流
    - 浅山大成流

  - 浅山一伝新流
  - 浅山別心流
  - 應変流
    - 一心流（浅山一伝流と應変流より）
- 味岡流(水早流と関口流より)
- 青柳流
- 荒木流捕手（荒木無人斎流捕手術、荒木流拳法と名乗る系統も有り）
  - 荒木新流
  - 荒木当流
  - 三神荒木流捕手
  - 霞神流
  - 清心流（清心一流とも）
  - 藤原流拳法
- 爲我流和（浅山一伝流、吉岡流、藤山流より）
  - 為我流派勝新流
  - 鴨川一伝流
  - 日本一照流（為我流、浅山流、吉岡流、勝山流より）
- 池田流
- 一条不二流
  - 北窓流
    - 神道北窓流
- 日域無雙一覺流捕手（一覺流拳法、日域無双一學流と名乗る系統も有り）
  - 黒川流小具足廻
- 一角流捕手
- 一傳無双流
- 壹佐流
- 一至流
- 一天藤本流
- 一當流和
- 一風流
- 一無流
- 大谷流柔術（真極流、荒木流より）
- 岡本流
- 奥田流柔術（福田流、起倒流、天神真楊流より）
- 奥山念流
- 小栗流和
  - 鞠身流
  - 水野流
    - 水野新当流
    - 新甲乙流
- 尾瀧流體術
- 鬼一流
- 良移心当流和
  - 起倒流乱
    - 起倒流
      - 扱心流躰術（扱心一流、汲心流とも）
      - 新甲乙流
      - 灌心流
      - 日本伝講道館柔道

    - 真之乱流組打（起倒流乱と関口流より）
    - 直信流柔道

  - 良移心当流（笠原流）
- 覚縁流
- 春日夢想流
  - 前鬼流
  - 菊丸〆流柔術
- 河上流捕手
- 河一方流
- 川崎流和
- 楠流拳法
- 警視流
- 廣海流
- 金剛角心流柔術
- 今真流柔捕術
  - 空真流
    - 能除修験流
- 觀極流
- 玉心流
- 剣徳流捕手
- 三和無敵流柔術
- 三家一統神道流
- 三拳一至流（巨川流、日下真流、末後流、一至流より）
  - 三剣一当流
- 三国新抜流
- 三徳流
- 十劍大神流（十劍山神流とも）
- 止心流
  - 師心流
    - 真極流（心極流）
      - 本覚克己流和

  - 根田流
  - 至心流捕手（止心流と竹内流より）
    - 転心流

  - 四心流
- 四心琢磨流（四心多久間四代見日流と別流儀、関係は不明）
- 四心多久間四代見日流和（四心多久間流）
- 司箭流取捨（貫心流）
- 諸賞流和
  - 狐子流和
- 松叡流捕手
- 振気流
- 身捨流柔術
- 真孝流柔術
- 新水流柔術
- 新海流柔術
- 真影流
  - 竹内真陰流（真影流と竹内流より）
- 真妙流(神妙流、清香流とも)
  - 神傳實用流
    - 神傳不動流 (真妙流系)

  - 礒崎流
  - 水月流
- 神道五心流柔術（気楽流、家倒流、無相流、新神道流、石川流、楊心流より）
- 神道六合流（夢想流、無念流、起倒流、揚心古流、眞蔭流、真之神道流、気楽流より）
  - 一技道
  - 神道一天流
  - 神道不遷流
- 神妙流
- 新無雙柳流
- 制剛流俰
  - 制剛流（制剛流俰、浅山一伝流、竹内流、難波流、一無流、河上流より）
    - 方圓流
    - 結白流俰
    - 梶原流
    - 制剛心照流
    - 随心流
      - 高橋流
        - 霞新流
        - 随変流
          - 随変当流
- 西法院流武者捕
  - 西法院武安流武者捕
- 関口眼流（岸流、岸柳とも）
- 関口新心流柔術
  - 渋川流
    - 澁川流（広島藩）
    - 転心流
    - 渋川一流（渋川流、難波一甫流、浅山流より）
    - 天通無類流

  - 関口天羽流
  - 大東流柔術（関口新心流と天神真楊流より）
- 石尊真石流
- 禅家流捕手
- 専當一身一流（専當一心流とも）
- 大東流合気柔術
  - 八光流
  - 合気道
    - 婦人皇武術
    - 神略兵法神伝合気護身術

  - 双気道
  - 剣護身術
- 大和道
- 高橋大雲坊流体術
- 宅間当流
- 竹内流捕手腰廻小具足
  - 御家流（竹内御家流）
  - 武内流
  - 片山伯耆流
    - 片山心働流
      - 榮進流
        - 楳本流
          - 天神明進流
          - 楳本榮進流

  - 双水執流組討腰之廻
  - 備中伝竹内流
  - 竹内畝流（竹内新流）
  - 竹内三統流
  - 竹之内判官流
  - 天然理心流（伝書に武内（竹内）との記載あり）
  - 呑敵流小具足
  - 力信流
  - 難波一甫流
    - 不遷流柔術
      - 神明不遷流
        - 瀧本派不遷流

      - 神道不遷流(不遷流と神道六合流より)
      - 兼学流(不遷流と起倒流より)

    - 南蛮一法流
    - 渋川一流（渋川流、難波一甫流、浅山流より）
- 本體楊心高木流
  - 心月無想柳流（柳流）
  - 高木鉄神流
  - 普門楊心流、本體楊心流
    - 本派楊心流
    - 大和楊心流

  - 九鬼神伝流
- 立身流
- 檀山流柔術
- 墳原卜傳流
- 堤宝山流
  - 石川流（石川宝山流）
- 手柴流
- 天真正伝香取神道流
- 天下枝垂流
- 天下新無雙流
- 天下無雙流（藤本左近系、天下無雙眼心流とも）
- 天下無雙流捕手（櫻場采女系）
  - 無双流柔術(櫻間流、夢想流とも)
    - 神道六合流
- 天武無闘流柔術
  - 相生道
- 當我流捕手
- 東軍流
- 當流捕手
- 戸田流
  - 氣樂流柔術
    - 誠源流

  - 戸田一平流
  - 四天流組討
- 当理流（または無双流捕手術）
  - 塩田流小具足
- 長尾流躰術
  - 長尾信開流
- 中澤流護身術
- 直方流捕手
- 日本一照流（為我流、勝山流、浅山流、吉岡流より）
- 野中流(水早流、梶原流、関口流より)
- 八天無双流（八天舞相流とも）
- 肥後流体術(四天流、天下無双流、塩田流、竹内三統流、扱心流、楊心流より)
- 日之上神道三上流
- 日上新当流
  - 日上直明流
- 日下流
  - 日下新流（日下真流とも）
- 日下夢想流
- 拍子流居合柔
- 藤山流
- 不動真徳流體術
- 二葉天明流
- 不変流
- 不破流（誠源流、霞新流、気楽流、水府流より）
- 平心流
- 堀口流和
- 本覚無雙流捕縛
- 本覚円流捕手
- 三浦流
- 三上流捕手
- 溝口流小具足
- 妙道流
  - 鹿島神流（國井家伝）
- 無我流捕手
- 武蔵流体術
- 夢想賢心流捕手
  - 無双直伝英信流（夏原流、無双直伝流和儀）
    - 源海流（玄海流）
      - 船海微塵流
- 夢想真和流捕手
- 夢想微塵流捕手
- 無双流
- 無想流
- 無双流（神尾系）
- 夢想流
- 無相流逆捕
  - 無相流新柔術
    - 夢想新流
- 無拍子流
- 無念流
- 村岡兼流
- 八重垣流
- 柳生心眼流
- 柳生志限流柔拳法
- 柳生神明流
- 柳生真妙流
- 八幡流
- 唯心流
- 楊心流柔術
  - 揚心古流柔術（戸塚派揚心流）
    - 神道六合流

  - 殺活楊心流柔術（楊心神流、楊心神道流、殺勝楊心流とも）
  - 無双直傳楊心輭殺流捕手
  - 鞍馬楊心流兵法
  - 心明殺活流
  - 死活一流
  - 武備心流體術[要出典]
  - 自剛天真流（為勢自得天真流）
  - 養心流
  - 真楊心流
  - 真之神道流柔術
    - 真貫流柔術（剣術の真貫流とは別系統）
    - 天神真楊流柔術（楊心流と真之神道流より）
      - 日本伝講道館柔道（天神真楊流と起倒流より）
      - 柳心介冑流躰術
      - 柴新流（楊心流、真之神道流、天神真楊流より）
        - 柴真楊流柔術(柴新流、神之楊心流、天神真楊流より)

      - 真蔭流柔術（天神真楊流、関口新心流、楠流、荒木流より）
        - 鷲尾流柔術

      - 石黒流柔術（天神真楊流と真之神道流より）
      - 神道楊心流柔術(天神真楊流と揚心古流より)
        - 高村派新道揚心流
        - 和道流柔術拳法（和道流空手有段者のみに伝えられる）

      - 天神赤心流
        - 鐡仲流柔術

      - 北辰心要流柔術
      - 天神真柳流
      - 如水真楊流
      - 旭真楊箇流
      - 北辰神陽流
      - 盛眞日本流（盛眞大和流とも）
      - 戸張流
- 吉岡流
- 万流和
- 柳剛流
- 新体道柔術